# Himalaiella
Himalaiella es un género de plantas con flores perteneciente a la familia de las asteráceas. Comprende once especies descritas y pendientes de ser aceptadas. Es originario de Asia.

## Taxonomía
El género fue descrito por Eckhard von Raab-Straube y publicado en Willdenowia 33: 390. 2003.

## Especies
A continuación se brinda un listado de las especies del género Himalaiella pendientes de ser aceptadas en junio de 2014, ordenadas alfabéticamente. Para cada una se indica el nombre binomial seguido del autor, abreviado según las convenciones y usos.
- Himalaiella abnormis (Lipsch.)
- Himalaiella afghana (Lipsch.)
- Himalaiella albescens (DC.)
- Himalaiella auriculata (DC.)
- Himalaiella chenopodiifolia (Klatt)
- Himalaiella chitralica (Duthie)
- Himalaiella deltoidea (DC.)
- Himalaiella foliosa (Edgew.)
- Himalaiella heteromalla (D.Don)
- Himalaiella nivea (Wall. ex DC.)
- Himalaiella peguensis (C.B.Clarke)